# Банік (Ратішковіце)
Футбольний клуб «Банік» Ратішковіце (чеськ. Fotbalový klub Baník Ratíškovice) — чеський футбольний клуб із села Ратішковіце, заснований у 1930 році. Виступає в Регіональній лізі Південноморавського краю. Домашні матчі приймає на стадіоні «У Ціхельний», місткістю 4 500 глядачів.

## Досягнення
- Кубок Чехії
  - Фіналіст: 2000.

## Назви
- 1930—1945: Робітничий спортивний клуб «Ратішковіце»;
- 1945—1948: Спортивний клуб «Ратішковіцький»;
- 1948—1953: «Сокол» Ратішковіце;
- 1953—1993: Фізкультурне об'єднання «Банік» Ратішковіце;
- 1993—1996: «Спортивний клуб «Контакт Моравія» Ратішковіце;
- 1996—2002: Спортивний клуб «Банік» Ратішковіце;
- з 2002: Футбольний клуб «Банік» Ратішковіце.